# Argentina sialis
Argentina sialis е вид лъчеперка от семейство Argentinidae. Видът не е застрашен от изчезване.

## Разпространение и местообитание
Разпространен е в Мексико и САЩ.
Среща се на дълбочина от 11 до 325 m, при температура на водата от 14,6 до 27,5 °C и соленост 33,5 – 34,9 ‰.

## Описание
На дължина достигат до 22 cm, а теглото им е максимум 99,2 g.
Продължителността им на живот е около 5 години.